# Patrice Bauduinet
Patrice Bauduinet, né le 27 mai 1969 à Liège est un producteur et cinéaste belge francophone. Il est actif dans le milieu du fanzine de bande dessinée.

## Biographie
Patrice Bauduinet naît le 27 mai 1969 à Liège. Il sort de l'INSAS en 1991,.

### Fanzinat

#### Saucysson Magazine
Patrice Bauduinet commence ses premiers fanzines à l'âge de 14 ans avec le Saucysson Magazine, fanzine liégeois dans lequel il débauche les plus grands noms de la bande dessinée franco-belge. Outre les interviews de Franquin, Roba, Nic Broca, Paul Deliège ou François Walthéry, des auteurs comme Will, Marc Wasterlain, Paul Deliège, Marc Hardy, Clarke, Phil participèrent régulièrement à son Petit Saucysson Illustré.

#### Autres fanzines
Depuis, il collabore régulièrement au monde de la petite édition (C4, Le Galopin) et du fanzinat (Höla, Detruitu, Steak Tartare, Bof Zine, Qué Suerte, Minette, Courant d'air).
Il est actif dans le monde du fanzinat en tant que dessinateur, collagiste, photographe et éditeur. Il y publie sous le pseudonyme Patrice l'Empereur.
Patrice Bauduinet est également le fondateur et l'animateur de la salle bruxelloise Le Bunker Ciné Théâtre.
En 2010, La petite fanzinothèque belge y est créée (fonds consultable de plus de 11 000 fanzines. Son archivage permet la consultation libre lors de tous "Les mercredis du fanzine" (chaque 1er mercredi du mois) au Bunker Ciné-Théâtre. Il comprend également un catalogue consultable en ligne, listant les auteurs, les titres et les éditeurs.
La même année, il y fonde le Festival du fanzine du Bunker (Bruxelles), manifestation annuelle autour du fanzine et de ses créateurs, seul festival belge entièrement consacré au fanzine, gratuit, inclusif et non sélectif, qui en est en 2025 à sa  16ème édition (Dans l'Enfer des Fanzines). En 2014, il sort son ouvrage 1001 Visions du sexe aux éditions Graph Zeppelin. Une anthologie dessinée du sexe « dans tous ses états » en 160 pages.
En avril 2020, en plein confinement, il lance le journal Le Petit Pangolin Illustré, Éditions Fanzinorama, afin de donner à vivre en dehors du virtuel, un journal papier qui relie les dessinateurs dont certains se sont retrouvés sans travail à cause de la pandémie de Covid-19. D'abord hebdomadaire, le journal est devenu mensuel à partir de juillet 2020. Le journal privilégie largement le dessin (illustration / BD / collage...), le ton se veut tendre et intelligent, sans verser dans la polémique. En 2022, lors de la fête de ses deux ans d'existence, le journal a publié pas moins de 209 collaborateurs, avec 1 349 dessins, 135 textes et 114 collages pour 29 numéros.

## Œuvres

### Filmographie
Sauf indication contraire, les informations mentionnées dans cette section peuvent être confirmées par les bases de données cinématographiques IMDb et Allociné,  présentes dans la section « Liens externes ».

#### Réalisateur
Il a réalisé plusieurs courts métrages expérimentaux[source insuffisante][En quoi ?] qu'il a produits lui-même, dont La Nuit du 6 au 7 avec Cécile de France et des décors peints par Phil.
- 1993 : Fais-moi coin coin, fiction 35 mm, 9 minutes
- 1996 : Le Grand Chien courant Saintongeois, fiction d'une durée de quatre minutes[18], 35 mm avec Marcel Piqueray[19] diffusée sur la RTBF le 26 novembre 2003[20].
- 1998 : Amphitryon 94[21], fiction, 35 mm, 14 minutes avec Circé Lethem
- 1999 : Casting, fiction, 16 mm, 9 min 30 s[22] diffusé sur Arte et présenté par Lolo Ferrari dans l'émission Les Nuits de la pleine lune le 2 janvier 1999[23], [24].
- 2000 : Bon appétit[25], réalisation avec Jean-Luc Fonck, fiction, 35 mm, 6 minutes avec Cécile de France, Noël Godin, Roland Lethem, Phil et François Woukoache (l'affiche du film est de René Follet)
- 2003 : La Nuit du 6 au 7, d’après André Blavier, fiction, 35 mm, 6 minutes, avec Cécile de France, Roger Carel, François Walthéry, Phil, André Stas[26]... 
Prix SACD (Belgique) de la fiction audiovisuelle 2004[27]
- 2004 : Cra Cra et le mystère de l'enzyme glouton, animation, 35 mm N/B, 3 minutes en collaboration avec Nathalie Julien [28]
- 2005 : 
  - Rouge écarlate, fiction, 35 mm, 8 minutes [29]
  - Mangez des pommes!, CM expériemental, Beta Digit, 4 minutes [30]
- 2006 : Chloé[31], fiction, 35 mm, 8 minutes
- 2008 : Macha, fiction, 35 mm, 25 minutes[32]

### Producteur
Depuis 1991, il produit plus d'une soixantaine[réf. nécessaire] de films (courts métrages, documentaires et longs métrages) au sein de sa société de production de films: PBC pictures. Il a produit des films de Jean-Marie Buchet (Horrible, 2000 ; Une fameuse journée/Een Rare Dag, 2004 ; Saddam Hussein is alive and well and he lives in Brussels, 2005) et Roland Lethem (Gourmandises, 2004). Il produit aussi les films de Nicolas des Ming et Patricia Gélise Gerda 85 (2008) qui a été projeté quatre fois à Bruxelles et Fat Cat (2012) qui est sorti en salle à Bruxelles notamment. Il produit en 2014, le film L'Odyssée d'Isabelle Wuilmart qui a été projeté cinq fois à Bruxelles.

### Ouvrages

#### Albums de bande dessinée
- 1001 Visions du sexe[44],[45], Graph Zeppelin, 28 novembre 2014
Scénario : Patrice Bauduinet - Dessin : collectif - Couleurs : noir et blanc -  (ISBN 979-10-94169-01-8)

### Collectifs
- 2003 : Queneau/Blavier - travaux en cours[38] (Les amis des Musées de Verviers, Verviers, 120 x 170, 128 pages)
- 2009 : Il y a rire et rire[46] (MADmusée, Liège, 200 × 200, 62 pages)
- 2013 : Franquin et les fanzines, Dupuis, coll. « Patrimoine », Marcinelle  (ISBN 9782800156385)
- 2014 : Recto facial - Verso vertèbre, United Dead Artists, Paris, 500 × 500, 24 pages
- 2014 : En train de..., Jacques Campens, Bruxelles, 215 × 215, 128 pages
- 2015 : Jacques Calonne - Noctuelles, L'Âge d'homme, Lausanne, 165 × 240, 594 pages
- 2017 : Manifeste du Dégagisme, Éditions Maelström, Bruxelles  (ISBN 9782875052605)

### Expositions collectives
- Queneau / Blavier, travaux en cours, au Musée des Beaux-Arts, Verviers, septembre/octobre 2003[47] ;
- Toute cruauté est-elle bonne à dire ? La Centrale électrique (Bruxelles), du 5 février au 29 mars 2009[48] ;
- Il y a rire et rire MADmusée (Liège) du 20 juin au 12 septembre 2009 ;
- Coup-Round 2, Galerie Central/United Dead Artists, Liège, du 18 octobre au 7 novembre 2014.

### Périodiques
- Patrice Bauduinet (interviewé par Philippe Capart), « La bande dessinée à Liège : l’aurore des fanzineux : Interview de Patrice Bauduinet par Philippe Capart, le 28 avril 2012. », Art&Fact, Liège, no 31,‎ 2012, p. 51-61 (lire en ligne [PDF], consulté le 22 avril 2025).

### Émissions de radio
- Les Acteurs et Actrices de Bruxelles sur BX1, présentation : Soraya Amrani (57 min 40 s), 5 mars 2020.